# Nürnberger Versicherungscup
Nürnberger Versicherungscup byl profesionální tenisový turnaj žen hraný v německém Norimberku, ležícím ve spolkové zemi Bavorsko. Probíhal v letech 2013–2019 na antukových dvorcích Tennis-Clubu 1. FC Nürnberg. Na okruhu WTA Tour se řadil do kategorie WTA International.
Turnaj se konal v květnovém termínu jako poslední příprava před antukovým grandslamem French Open, jemuž o týden předcházel.
V únoru 2019 organizátoři oznámili záměr turnaj ukončit po odehrání Nürnberger Versicherungscupu 2019. Pořadatelskou licenci odkoupila společnost kolem bývalého manažera kolínského hokejového klubu Kölner Haie, Olivera Müllera, s plánem odehrání úvodního ročníku v květnu 2021 na území Porýní.

## Charakteristika
Nürnberger Versicherungscup probíhal od roku 2013 v Tennis-Clubu 1. FC Nürnberg. Areál obsahoval dvanáct otevřených antukových dvorců a tři kryté kurty s tvrdým povrchem Rebound Ace. Kapacita centrálního kurtu činila 1 300 diváků a prvního dvorce 400 návštěvníků.
Debutový ročník 2013 se konal v závěrečné červnové fázi antukové sezóny. Následně byl termín změněn na květen před grandslam French Open. Do soutěže dvouhry nastupovalo třicet dva tenistek a čtyřhry se účastnilo šestnáct párů. Rozpočet dosáhl částky 250 000 dolarů. Nejvyšší počet dvou singlových titulů vybojovala Nizozemka Kiki Bertensová. Ředitelkou byla Sandra Reichelová.
Norimberská událost nahradila v kalendáři okruhu katalánský antukový turnaj Barcelona Ladies Open, odehrávající se v téže kategorii.

## Přehled finále

### Dvouhra
| Rok  | vítězka             | finalistka                | výsledek           |
| 2013 | Simona Halepová     | Andrea Petkovicová        | 6–3, 6–3           |
| 2014 | Eugenie Bouchardová | Karolína Plíšková         | 6–2, 4–6, 6–3      |
| 2015 | Karin Knappová      | Roberta Vinciová          | 7–6(7–5), 4–6, 6–1 |
| 2016 | Kiki Bertensová     | Mariana Duqueová Mariñová | 6–2, 6–2           |
| 2017 | Kiki Bertensová (2) | Barbora Krejčíková        | 6–2, 6–1           |
| 2018 | Johanna Larssonová  | Alison Riskeová           | 7–6(7–4), 6–4      |
| 2019 | Julia Putincevová   | Tamara Zidanšeková        | 4–6, 6–4, 6–2      |

### Čtyřhra
| Rok  | vítězky                                    | finalistky                                | výsledek              |
| 2013 | Raluca Olaruová Valerija Solovjovová       | Anna-Lena Grönefeldová Květa Peschkeová   | 2–6, 7–6(7–3), [11–9] |
| 2014 | Michaëlla Krajiceková Karolína Plíšková    | Ioana Raluca Olaruová Šachar Pe'erová     | 6–0, 4–6, [10–6]      |
| 2015 | Čan Chao-čching Anabel Medina Garriguesová | Lara Arruabarrenová Ioana Raluca Olaruová | 6–4, 7–6(7–5)         |
| 2016 | Kiki Bertensová Johanna Larssonová         | Šúko Aojamová Renata Voráčová             | 6–3, 6–4              |
| 2017 | Nicole Melicharová Anna Smithová           | Kirsten Flipkensová Johanna Larssonová    | 3–6, 6–3, [11–9]      |
| 2018 | Demi Schuursová Katarina Srebotniková      | Kirsten Flipkensová Johanna Larssonová    | 3–6, 6–3, [10–7]      |
| 2019 | Gabriela Dabrowská Sü I-fan                | Sharon Fichmanová Nicole Melicharová      | 4–6, 7–6(7–5), [10–5] |

## Galerie

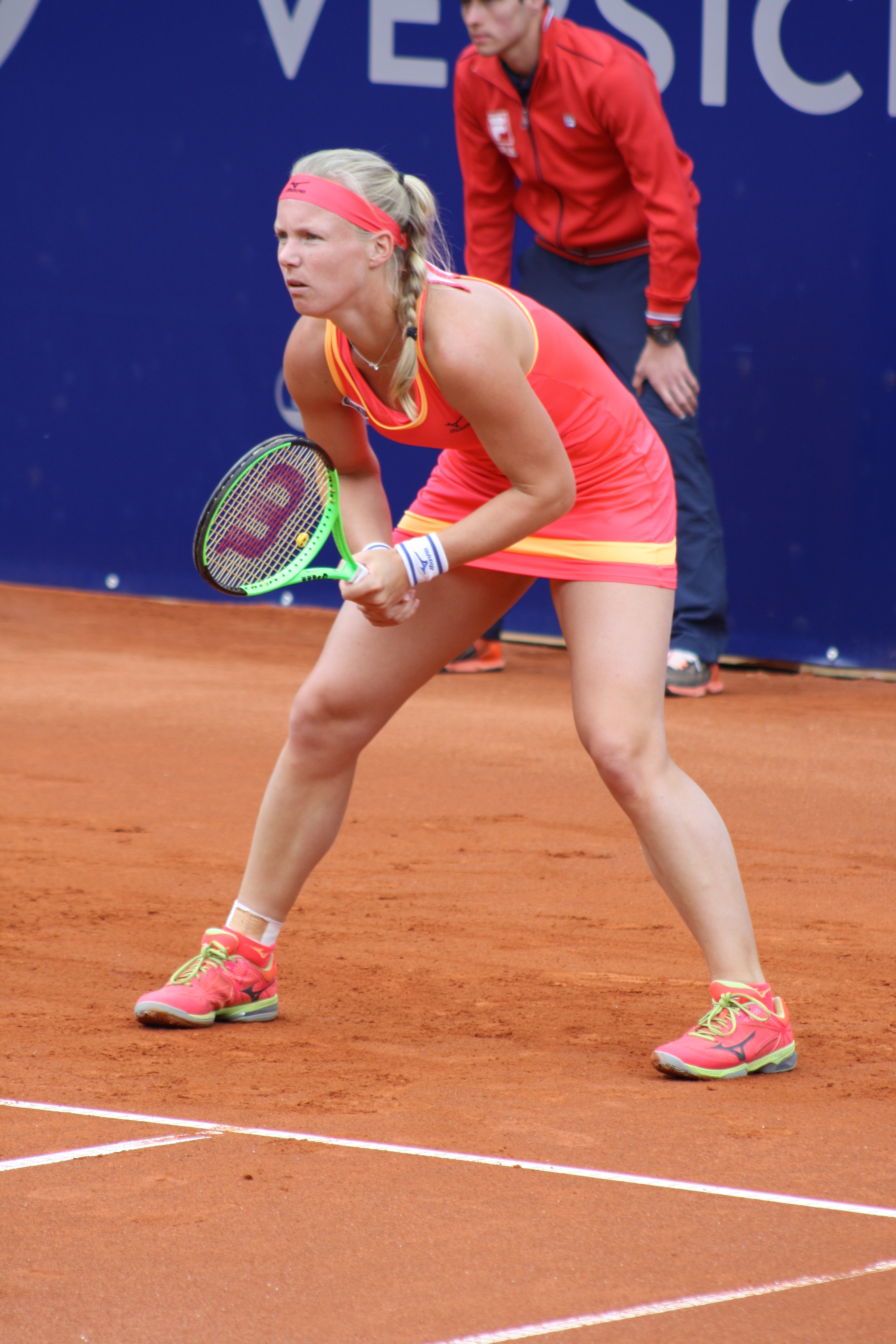
Kiki Bertensová
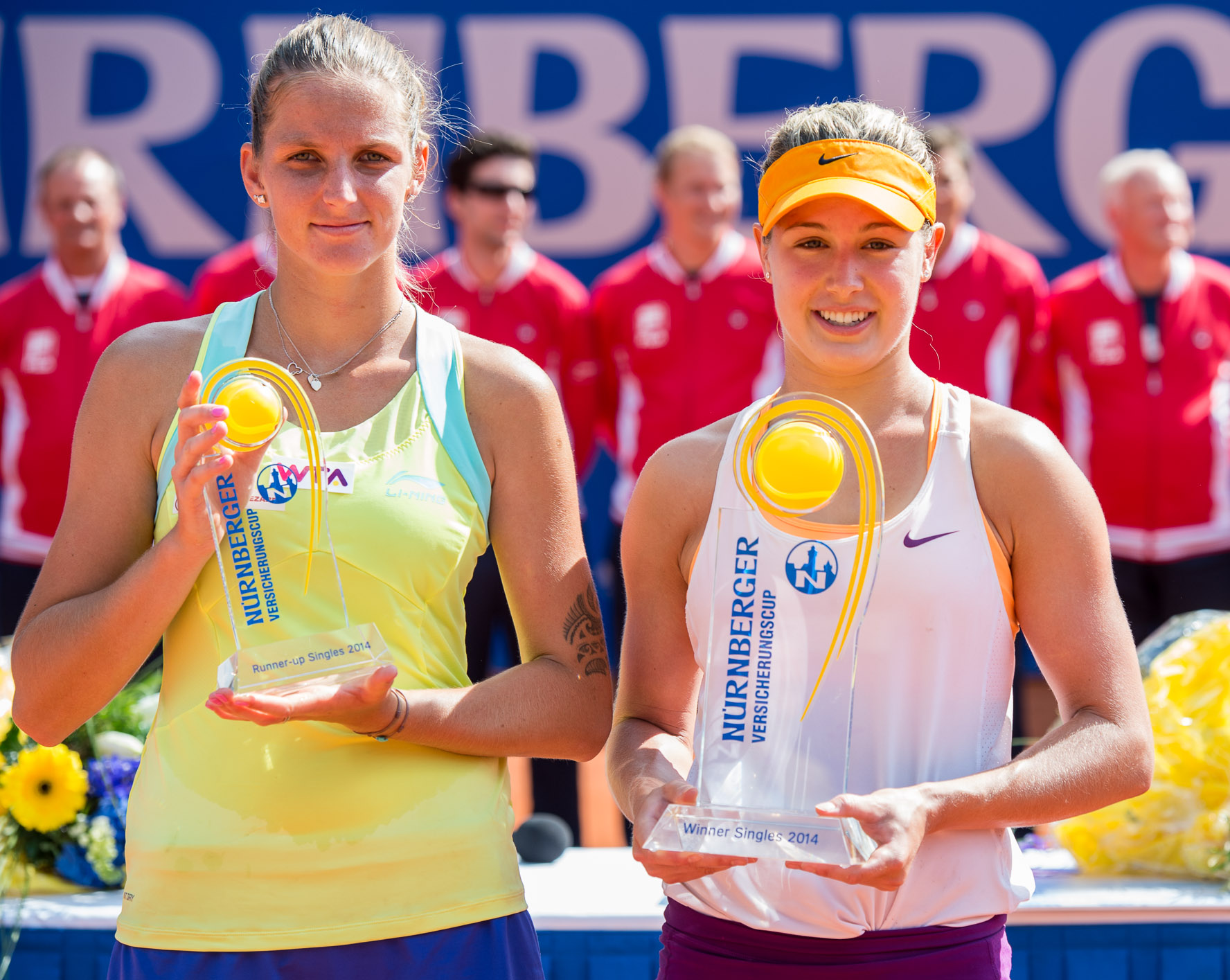
Karolína Plíšková a Eugenie Bouchardová, 2014
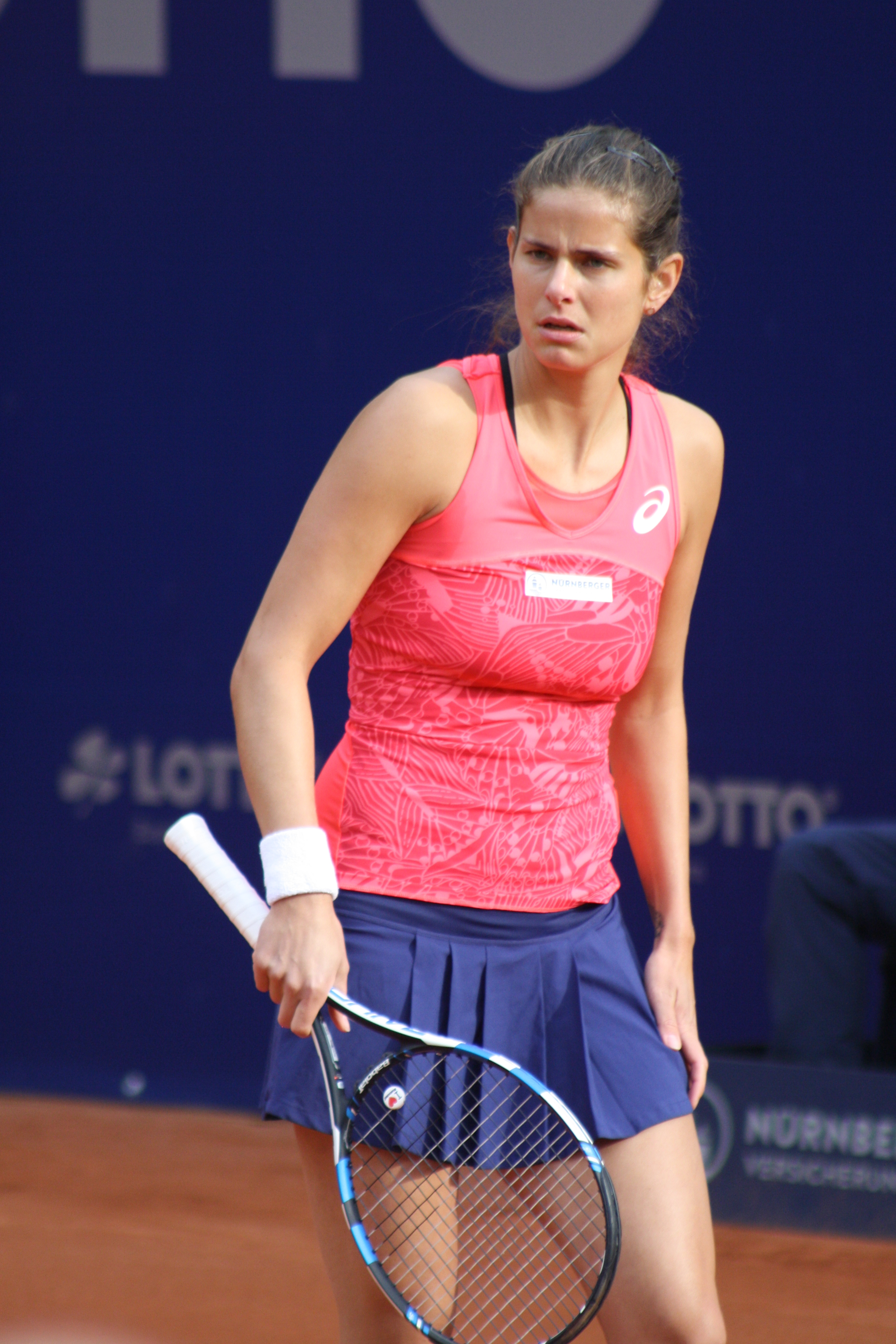
Julia Görgesová
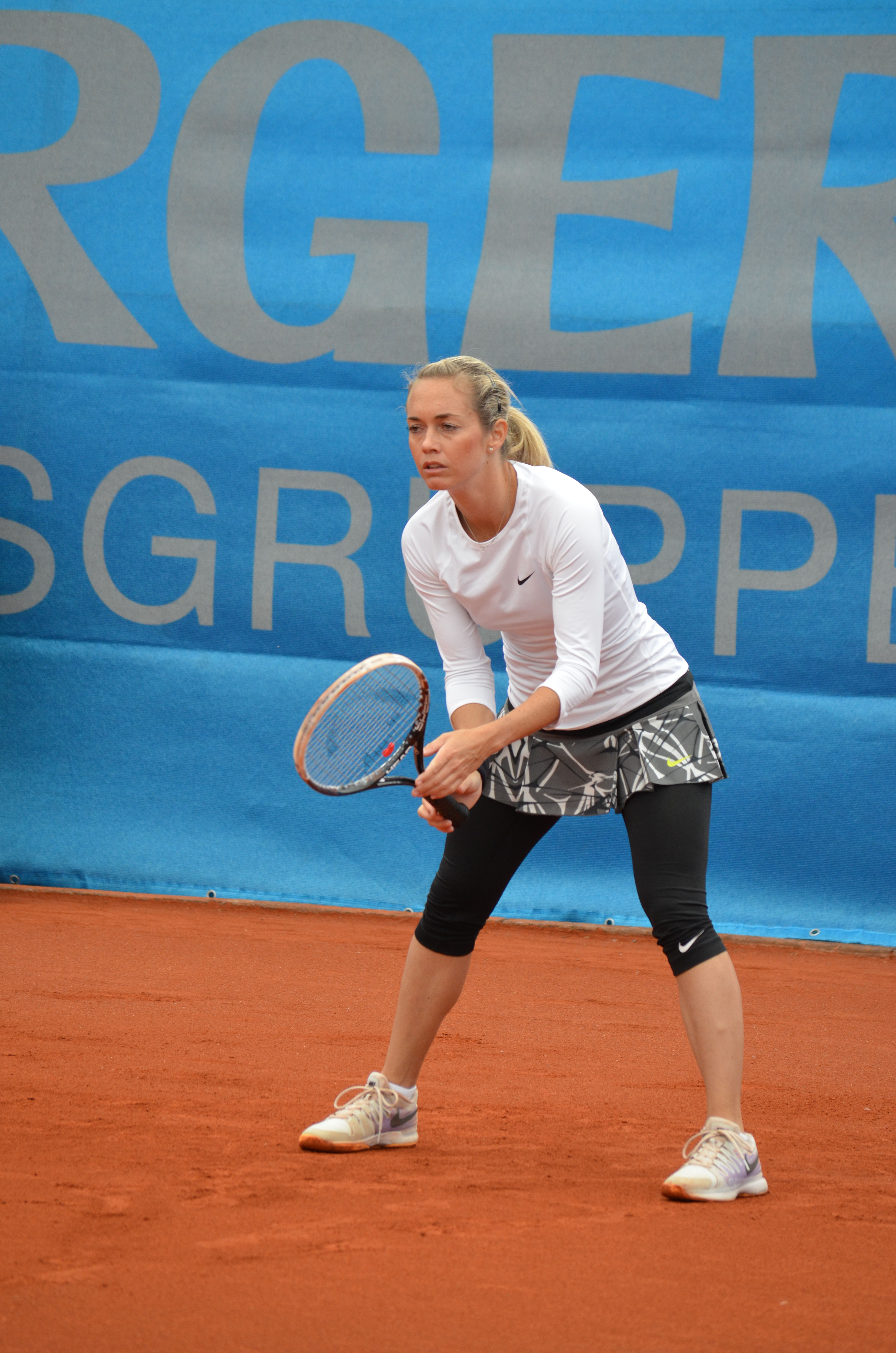
Klára Koukalová